# As Long as You Love Me (chanson de Justin Bieber)
Pour les articles homonymes, voir As Long as You Love Me.
Singles par Justin Bieber
Boyfriend
(2012) Beauty and a Beat
(2012)
Singles par Big Sean
My Homies Still
(2012) Clique
(2012)
As Long as You Love Me est une chanson de l'artiste canadien Justin Bieber sortie le 10 juillet 2012. 2e single extrait de son 3e album studio Believe (2012), la chanson est écrite par Nasri, Rodney Jerkins, Andre Lindal, Justin Bieber. As Long as You Love Me est produite par Rodney Jerkins et Andre Linda. La chanson est sortie le 11 juin 2012 en tant que single promotionnel. La chanson est de style R&B et dubstep en collaboration avec le rappeur américain Big Sean. Le single entre à la 30e place au Royaume-Uni, et 11 598 exemplaires vendus la première semaine d'exploitation.

## Composition et paroles
On note aussi la présence dans le clip de Michael Madsen dans le rôle du méchant beau père qui ne veut pas que cet amour perdure.
As Long as You Love Me est une chanson écrite par Nasri Atweh, Sean Anderson, Rodney 'Darchild' Jerkins, Andre Lindal et Justin Bieber, alors que la réalisation artistique est menée par Darkchild et Lindal. Le titre contient un featuring du rappeur américain Big Sean. La chanson est composée en Do mineur. La chanson mélange les styles musicaux tel que le R'n'B, de la dance et du dubstep. Les percussions sont très présentes dans la chanson, de même que les synthétiseurs, des claps de main, et des boucles musicales crescendo de la voix de Bieber.
Au niveau des paroles, Bieber raconte que le vrai amour peut surmonter toutes les situations et tous les obstacles,. « As long as you love me/ We could be starving/ We could be homeless/ We could be broke, » qui signifie en français « Aussi longtemps que tu m'aimes / On peut mourir de faim / On peut être sans domicile / On peut être fauchés », Bieber chante sur un staccato et de clap de main, le tout appuyer par une rythmique au synthétiseur. Bieber ajoute « As long you love me/ I'll be your platinum/ I'll be your silver/ I'll be your gold », ce qui signifie en français « Aussi longtemps que tu m'aimes / Je serais ton platine / Je serais ton argent / Je serais ton or ». Dans un passage de la chanson, il fait référence au groupe américain Destiny's Child, en chantant : « You could be my Destiny’s Child », ce qui signifie en français « Tu pourrais être ma Destiny's Child », probablement du fait que le réalisateur Darkchild a produit des chansons du groupe. Big Sean délivre un passage rappé qui fait référence à l'amour d'une femme. Sean rappe : « I don't know if this makes sense/ But you're my hallelujah », ce qui signifie en français « Je ne sais pas si cela à un sens / Mais tu es mon hallelujah ».

## Classement et certifications
| Classement (2012)                       | Meilleure position |
| --------------------------------------- | ------------------ |
| Allemagne (Media Control AG)            | 6                  |
| Australie (ARIA)                        | 8                  |
| Autriche (Ö3 Austria Top 40)            | 63                 |
| Belgique (Flandre Ultratop 50 Singles)  | 31                 |
| Belgique (Wallonie Ultratop 50 Singles) | 41                 |
| Canada (Hot 100)                        | 9                  |
| Danemark (Tracklisten)                  | 6                  |
| France (SNEP)                           | 48                 |
| Irlande (IRMA)                          | 28                 |
| Estonie (European Hit Radio)            | 30                 |
| Pays-Bas (Single Top 100)               | 33                 |
| Nouvelle-Zélande (RMNZ)                 | 6                  |
| Norvège (VG-lista)                      | 4                  |
| Espagne (PROMUSICAE)                    | 37                 |
| Royaume-Uni (UK Singles Chart)          | 22                 |
| États-Unis (Hot 100)                    | 8                  |
| États-Unis (Pop Airplay)                | 13                 |

| Pays                     | Certification |
| ------------------------ | ------------- |
| Australie (ARIA)         | 2 × Platine   |
| Canada (CRIA)            | 2 × Platine   |
| Danemark (IFPI)          | Platine       |
| Norvège (IFPI)           | 2 × Platine   |
| Nouvelle-Zélande (RIANZ) | Or            |
| États-Unis (RIAA)        | 2 × Platine   |

## Historique de sortie

### Sortie promo
| Pays       | Date          | Format                 | Label                            |
| ---------- | ------------- | ---------------------- | -------------------------------- |
| États-Unis | 11 juin 2012, | Téléchargement digital | Island Records                   |
| Canada     | 11 juin 2012, | Téléchargement digital | Island Records                   |
| France     | 11 juin 2012, | Téléchargement digital | Universal Music, Mercury Records |
| Monde      | 13 juin 2012, | Téléchargement digital | Universal Music, Mercury Records |

### Sortie single
| Pays       | Date             | Format                              |
| ---------- | ---------------- | ----------------------------------- |
| États-Unis | 10 juillet 2012, | Top 40/Mainstream et Rhythmic radio |